# Douglas County (Missouri)
Das Douglas County ist ein County im US-amerikanischen Bundesstaat Missouri. Im Jahr 2020 hatte das County 11.578 Einwohner und eine Bevölkerungsdichte von 5,5 Einwohnern pro Quadratkilometer. Der Verwaltungssitz (County Seat) ist Ava.

## Geografie
Das County liegt im Süden von Missouri in den Ozarks und ist etwa 40 km von Arkansas entfernt. Es hat eine Fläche von 2110 Quadratkilometern ohne nennenswerte Wasserfläche. An das Douglas County grenzen folgende Nachbarcountys:
| Webster County   | Wright County | Texas County  |
| Christian County |               | Howell County |
| Taney County     | Ozark County  |               |

## Geschichte

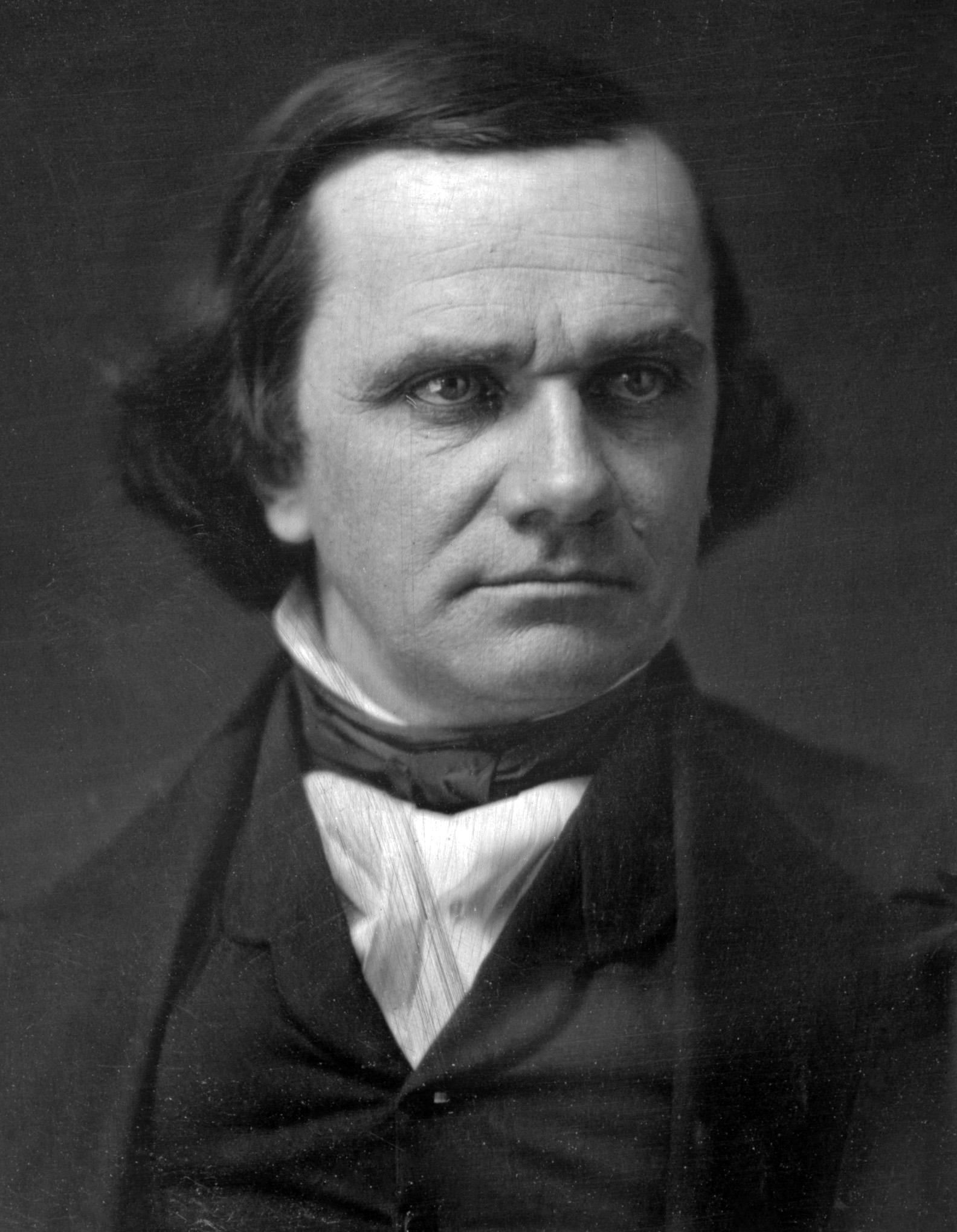
S. A. Douglas

Das Douglas County wurde am 29. Oktober aus Teilen des Ozark County und des Taney County gebildet. Benannt wurde es nach Stephen A. Douglas, einem Mitglied im Kongress der Vereinigten Staaten, US-Senator und erfolgloser Präsidentschaftskandidat.

Ein Ort im County ist im National Register of Historic Places eingetragen (Stand 5. Februar 2018).

## Demografische Daten
Nach der Volkszählung im Jahr 2010 lebten im Douglas County 13.684 Menschen in 4913 Haushalten. Die Bevölkerungsdichte betrug 6,5 Einwohner pro Quadratkilometer. In den 4913 Haushalten lebten statistisch je 2,75 Personen.
Ethnisch betrachtet setzte sich die Bevölkerung zusammen aus 96,8 Prozent Weißen, 0,5 Prozent Afroamerikanern, 0,6 Prozent amerikanischen Ureinwohnern, 0,3 Prozent Asiaten sowie aus anderen ethnischen Gruppen; 1,8 Prozent stammten von zwei oder mehr Ethnien ab. Unabhängig von der ethnischen Zugehörigkeit waren 1,1 Prozent der Bevölkerung spanischer oder lateinamerikanischer Abstammung.
22,1 Prozent der Bevölkerung waren unter 18 Jahre alt, 57,8 Prozent waren zwischen 18 und 64 und 20,1 Prozent waren 65 Jahre oder älter. 50,5 Prozent der Bevölkerung war weiblich.

Das jährliche Durchschnittseinkommen eines Haushalts lag bei 30.968 USD. Das Pro-Kopf-Einkommen betrug 15.117 USD. 22,4 Prozent der Einwohner lebten unterhalb der Armutsgrenze.

## Ortschaften im Douglas County
Im Douglas County gibt es nur eine selbstständige Kommune (mit dem Status „City“). Dort befindet sich auch der Verwaltungssitz des Countys:
- Ava

Daneben existieren eine Reihe gemeindefreier Siedlungen („Unincorporated Communities“ genannt):
| - Ann - Arden - Arno - Basher - Bertha - Blanche - Brushyknob - Bryant - Buckhart - Champion | - Coldspring - Cross Roads - Denlow - Dogwood - Drury - Evans - Gentryville - Girdner - Goodhope - Hebron | - Jackson Mill - Merritt - Midway - Mount Zion - Olathia - Old Merritt - Ongo - Red Bank - Richville - Rome | - Roosevelt - Roy - Smallett - Squires - Sweden - Tigris - Topaz - Vanzant - Vera Cruz |

## Gliederung
Das Douglas County ist in 23 Townships eingeteilt:
| Township             | Einwohner (2010) | FIPS     |
| -------------------- | ---------------- | -------- |
| Benton Township      | 4308             | 29-04654 |
| Boone Township       | 586              | 29-07174 |
| Brown Township       | 236              | 29-08830 |
| Brush Creek Township | 397              | 29-09082 |
| Bryan Township       | 346              | 29-09190 |
| Buchanan Township    | 317              | 29-09262 |
| Campbell Township    | 468              | 29-10846 |
| Cass Township        | 365              | 29-11800 |
| Champion Township    | 269              | 29-13114 |
| Clay Township        | 305              | 29-14320 |
| Clinton Township     | 249              | 29-14968 |
| Findley Township     | 609              | 29-24220 |

| Township              | Einwohner (2010) | FIPS     |
| --------------------- | ---------------- | -------- |
| Jackson Township      | 239              | 29-35756 |
| Lincoln Township      | 478              | 29-42716 |
| McKinley Township     | 204              | 29-45128 |
| McMurtrey Township    | 431              | 29-45272 |
| Miller Township       | 716              | 29-48206 |
| Richland Township     | 304              | 29-61472 |
| Spencer Township      | 385              | 29-69374 |
| Spring Creek Township | 844              | 29-69626 |
| Walls Township        | 562              | 29-76732 |
| Washington Township   | 700              | 29-77398 |
| Wood Township         | 366              | 29-80710 |
|                       |                  |          |